# باکلند، ساری
باکلند (به انگلیسی: Buckland) یک روستا و محله مدنی در بریتانیا است که در Mole Valley واقع شده‌است. باکلند ۵٫۵۱ کیلومتر مربع مساحت و ۵۶۲ نفر جمعیت دارد.